# Bancos-farolas del paseo de Gracia

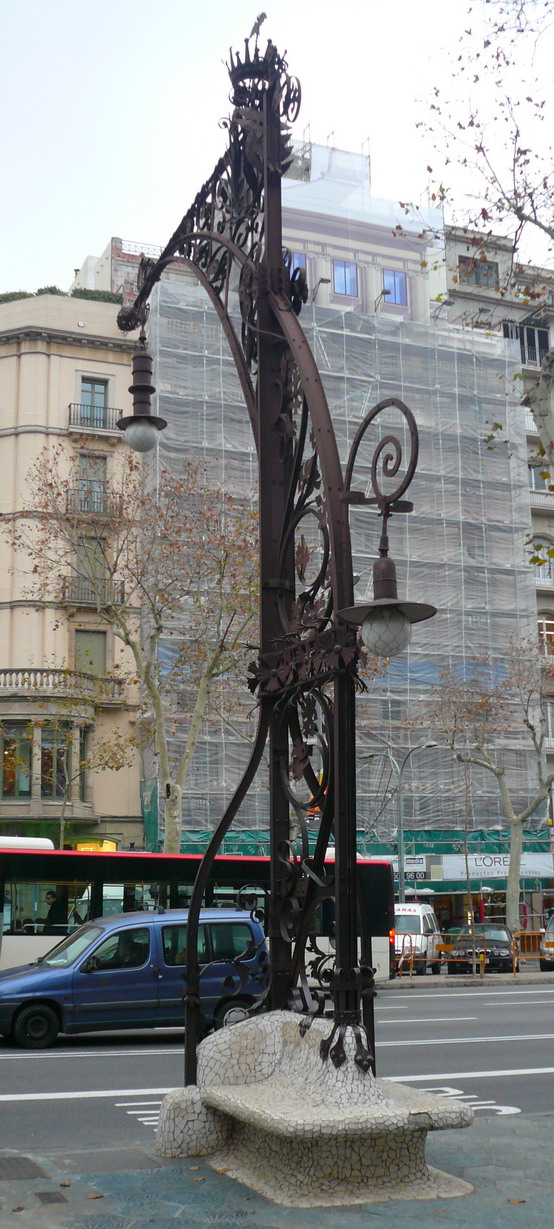
Banc-fanal del Paseo de Gracia en Barcelona, diseñado por Pedro Falqués.

Los bancos-farolas se encuentran situados a lo largo del paseo de Gracia de Barcelona. Fueron realizados en el año 1906 por el entonces arquitecto municipal Pedro Falqués Urpí (1850-1916).
Se trata de treinta y dos bancos construidos con el clásico "trencadís" del modernismo catalán y sujetas a estos bancos se encuentran las farolas, constituyendo una sola pieza, las farolas son de hierro forjado con el característico "coup de fouet", realizadas en el taller de fundición de Manuel Ballarín.

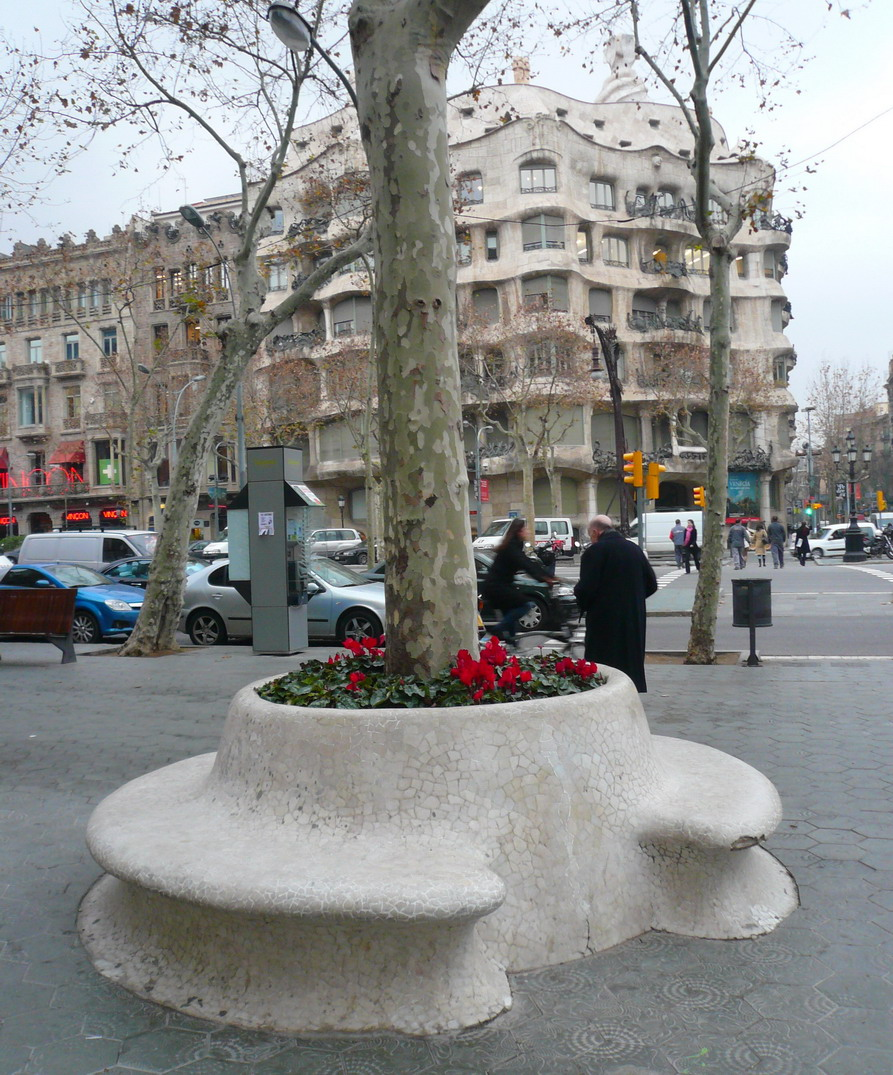
Bancos con jardineras.

En una reurbanización del año 1974 se colocaron en las esquinas del paseo de Gracia, unos bancos inspirados en los de Falqués, con jardineras y sin farolas.